# Покровское (деревня, Одинцовский район)
Покровское — деревня в Одинцовском районе Московской области, в составе сельского поселения Ершовское. Население — 1 чел. (2010), в деревне числятся 2 садовых товарищества. До 2006 года Покровское входило в состав Каринского сельского округа.
Деревня расположена на северо-западе района, примерно в 17 километрах на запад от Звенигорода, в верховье реки Рузделька, высота центра над уровнем моря 185 м.
Впервые в исторических документах деревня встречается в писцовой книге 1558 года, как сельцо Покровское, принадлежавшее Савво-Сторожевскому монастырю. В Смутное время сельцо было разорено и, по описанию 1624 года, превратилось в пустошь, которую, в том же веке, монастырь передал в пожизненное владение княгине Ульяне Ивановне Голицыной. По переписи 1678 года, была также построена деревянная Покровская церковь и, уже в селе, был боярский двор с 10 холопами, 6 дворов с 17 душами мужского пола. После смерти Голицыной село вновь перешло к монастырю, которому принадлежало до секуляризационной реформы 1764 года. По Экономическим примечаниям 1800 года в селе имелась Покровская церковь, 1762 года постройки, 28 дворов, 77 мужчин и 92 женщины. На 1852 год в казённом селе Покровском числилось 40 дворов, 118 душ мужского пола и 148 — женского, располагалась сельская расправа; в 1890 году было 316 человек. По Всесоюзной переписи 17 декабря 1926 года числилось 70 хозяйств и 370 жителей, по переписи 1989 года — 1 двор, постоянного населения не было.

## Население
| 2002 | 2006 | 2010 |
| ---- | ---- | ---- |
| 2    | →2   | ↘1   |